# Lithothamnion lemoineae
Lithothamnion lemoineae Adey, 1970  é o nome botânico  de uma espécie de algas vermelhas  pluricelulares do gênero Lithothamnion, subfamília Melobesioideae.
- São algas marinhas encontradas na Grã-Bretanha e Coreia.

## Sinonímia
- Não apresenta sinônimos.